# 부다 인터내셔널 서킷

부다 인터내셔널 서킷(Buddh International Circuit, बुद्ध अन्तरराष्ट्रीय परिपथ)은 인도 우타르프라데시주 그레이터인디아 인도 수도 지역에 위치한 인도의 모터 레이싱 서킷이다. 이 트랙의 이름에서 "부다"는 석가모니(Gautama Buddha)를 의미하며 트랙이 위치한 구역 이름에서 비롯되었다.
이 트랙은 2011년 10월 18일 공식적으로 시작되었다. 5.14 km 길이의 서킷으로, 독일의 경주로 디자이너 헤르만 틸케(Hermann Tilke)가 디자인하였다.

## 갤러리

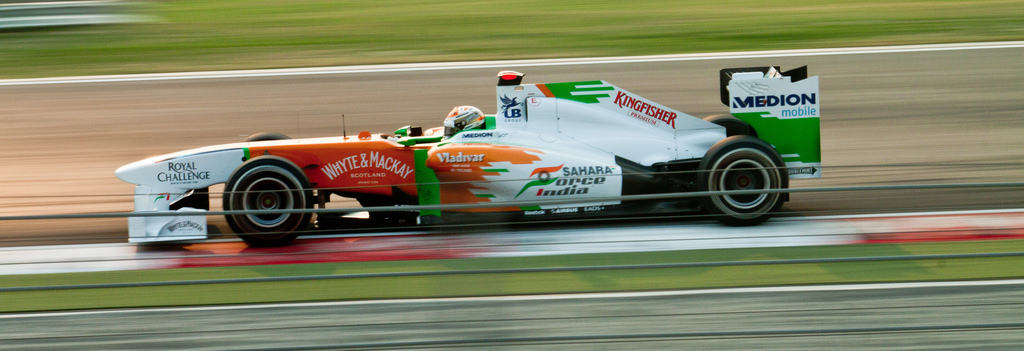
Force India racing at Buddh
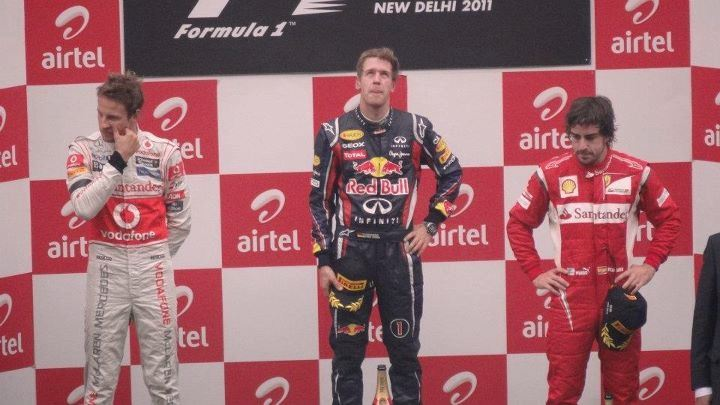
Podium winners of the 2011 Indian Grand Prix
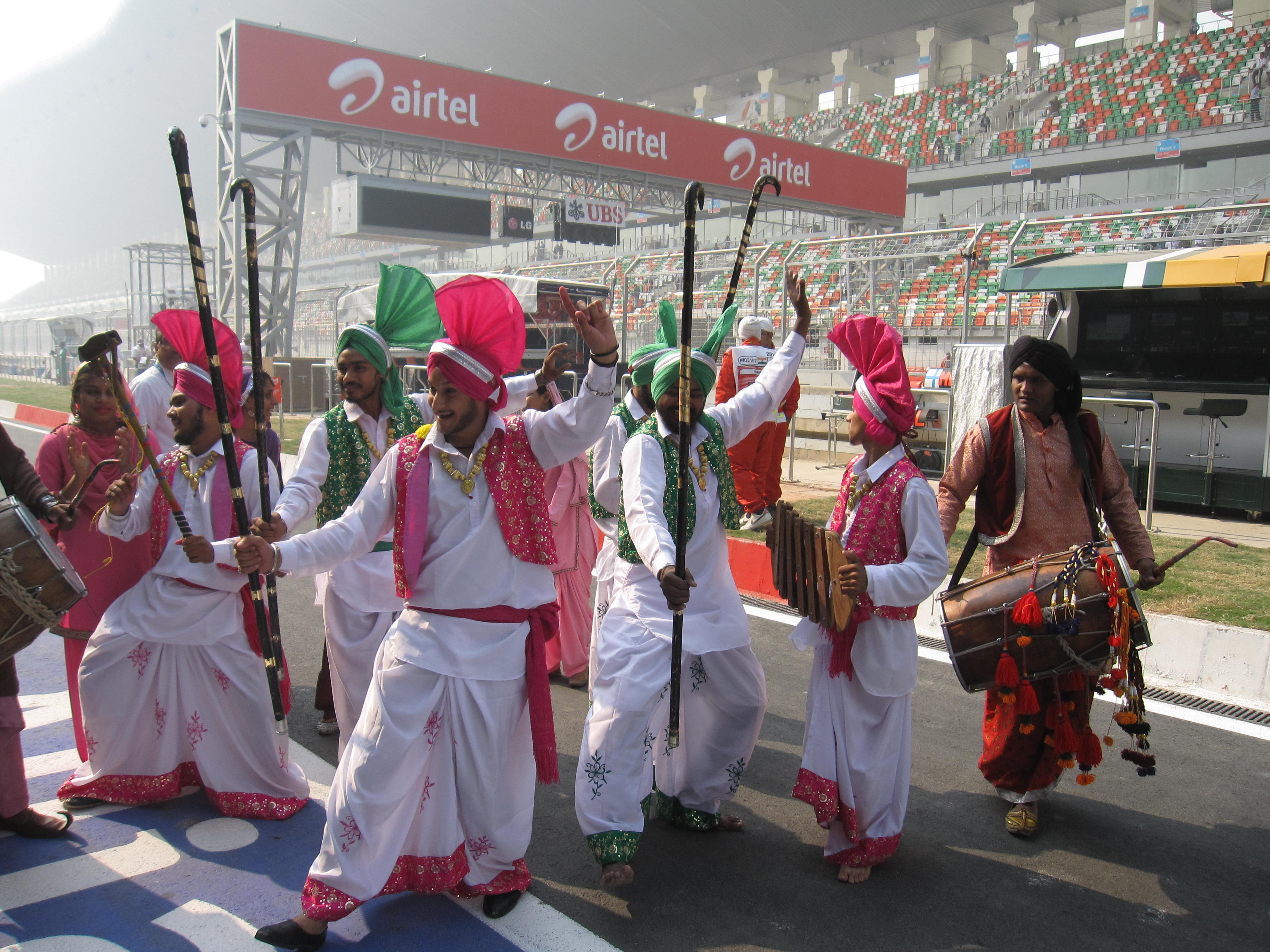
Pitlane walks - 2011 Indian Grand Prix
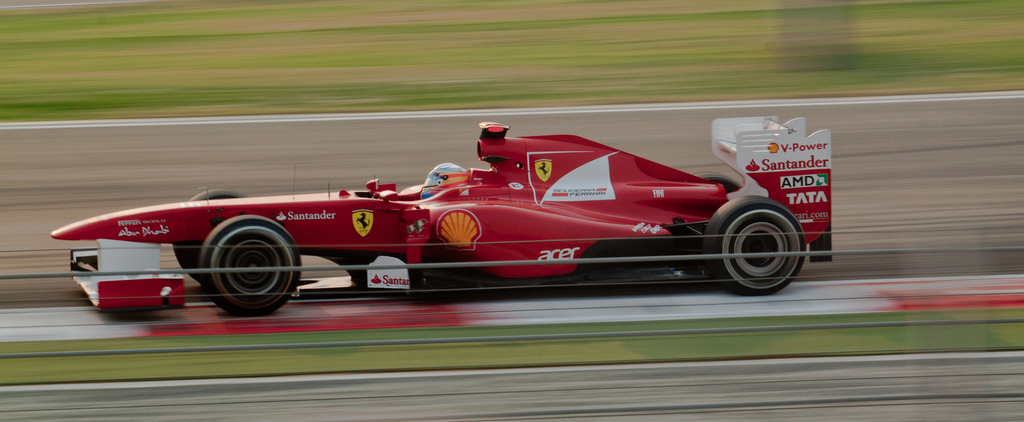
Fernando Alonso racing at Buddh in 2011
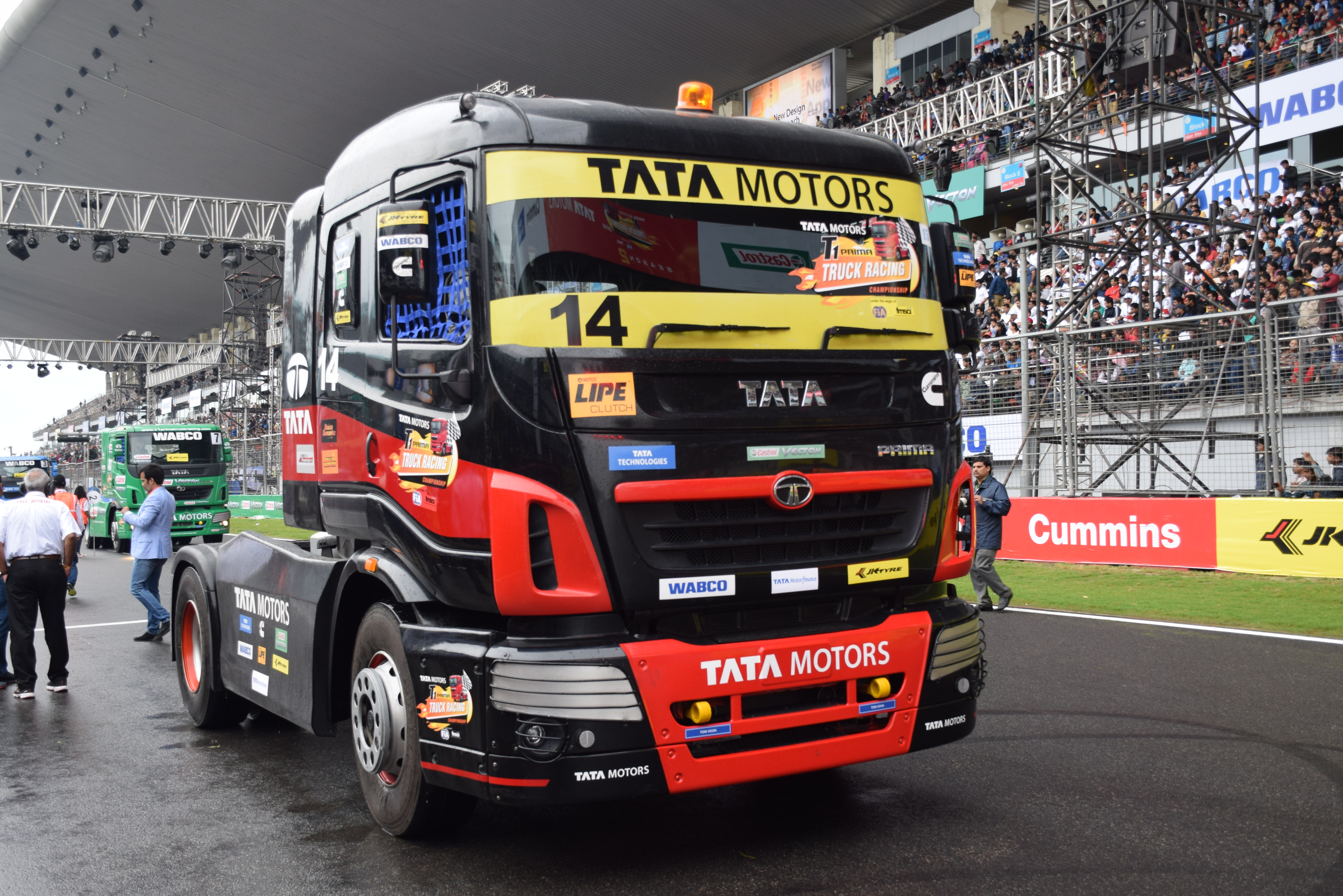
Prima T1 truck Racing at BIC